# 잭슨 숄츠
잭슨 볼니 숄츠(Jackson Volney Scholz, 1897년 3월 15일 ~ 1986년 10월 26일)는 미국의 육상 선수로, 1920년대에 3개의 하계 올림픽에서 단거리 육상 종목들의 결승전에 나온 첫 선수였다. 육상 경력 이후에 작가로서 명성을 얻었다.
미시간주 뷰캐넌에서 태어나 "뉴욕의 번개"로도 알려진 숄츠는 미주리 대학교에서 수학하면서 경기에 나갔고, 후에 뉴어크 육상 클럽에서 활약하였다. 올림픽에서 성공적이면서, 1925년 AAU 220 야드 타이틀의 단 하나 국내 타이틀을 우승하였다.
1920년 안트베르펜 올림픽에 첫 출전한 숄츠는 400m 릴레이에서 금메달을 획득하였다. 추가로 100m 4위를 하고, 그해의 후반에 스톡홀름에서 100m의 세계 기록 10.6초를 동등히 하였다.
4년 후, 파리 올림픽에서 100m와 200m의 우승 후보들 중의 하나로 보인 그는 200m 우승 기대에서 살았으나, 100m에서는 영국의 해럴드 에이브러햄스에게 밀려 2위를 하였다.
1928년 세 번째 출전을 하여 전직 챔피언으로서 200m 4위를 하고 정식으로 은퇴하였다.
89세의 나이로 플로리다주 딜레이 비치에서 사망하였다.